# وليم هوب هودسون
وليم هوب هودسون (بالإنجليزية: William Hope Hodgson)‏ (15 نوفمبر 1877، إسكس في المملكة المتحدة - 19 أبريل 1918، يبر في بلجيكا)؛ كاتب، مصور وروائي بريطاني.

## روابط خارجية
- وليم هوب هودسون على موقع IMDb (الإنجليزية)
- وليم هوب هودسون على موقع ميوزك برينز (الإنجليزية)
- وليم هوب هودسون على موقع ديسكوغز (الإنجليزية)
- وليم هوب هودسون على موقع قاعدة بيانات الفيلم (الإنجليزية)